# Fernão Lopes

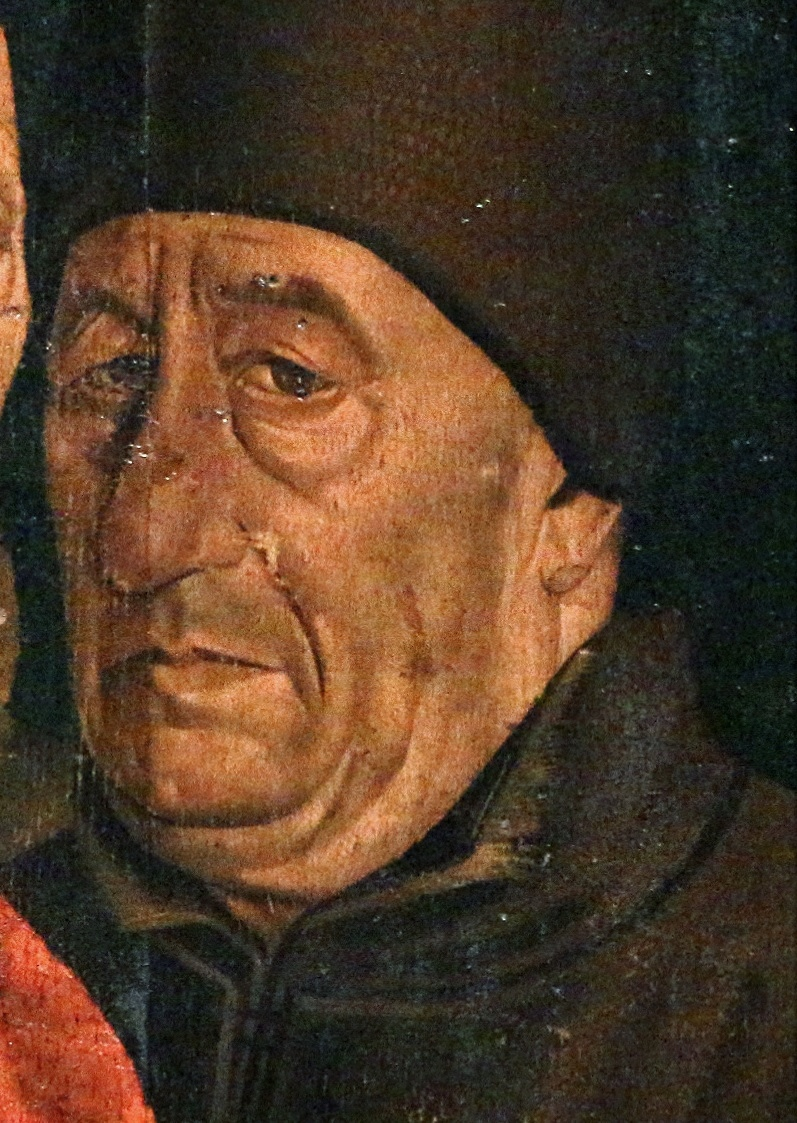
Fernão Lopes

Fernão Lopes (* um 1380; † 1460) war ein portugiesischer Historiker. 

## Leben
Lopes wird erstmals 1418 als königlicher Archivar erwähnt. 1434 beauftragte ihn der portugiesische König Eduard I. mit einer Chronik der früheren Herrscher; der Abschnitt 1357–1411 blieb erhalten. Lopes Meisterwerk Crónica de Dom João I. (Chronik des Königs Johann I.) griff viele dokumentarische Belege und Material anderer zeitgenössischer Chroniken auf. Lopes war kritisch, offen und ein guter Berichterstatter der entscheidenden historischen Ereignisse; er gilt ferner als hervorragender Vertreter der portugiesischen Prosa des 15. Jahrhunderts.

## Werke (Auswahl)
- Crónica de Dom Pedro (Chronik von König Peter I. der Grausame)
- Crónica de Dom Fernando (Chronik von König Ferdinand I. der Schöne)
- Crónica de Dom João I. (Chronik von König Johann I.)
- Crónica dos reis de Portugal (Chronik der Könige von Portugal)